# Геурень (Ніспоренський район)
Геурень (рум. Găureni) — село у Ніспоренському районі Молдови. Входить до складу комуни, адміністративним центром якої є село Беленешть.

## Населення
За даними перепису населення 2004 року у селі проживали 728 осіб.
Національний склад населення села:
| Національність   | Кількість осіб | Відсоток   |
| ---------------- | -------------- | ---------- |
| молдавани румуни | 723 3          | 99,3% 0,4% |
| українці         | 1              | 0,1%       |
| росіяни          | 1              | 0,1%       |
| Всього           | 728            | 100%       |